# 弓鲛属
弓鲛属，又名弓鲨，是一屬已滅絕的鯊魚。牠們最初於二疊紀晚期出現，曾一度廣泛分佈，最終於白堊紀消失。在三疊紀、侏羅紀及白堊紀期間，弓鲛類的生存非常成功，遍佈世界各海域的淺水區和淡水环境中。这一类群十分长寿，牠們于白垩纪末大灭绝消失。

## 描述

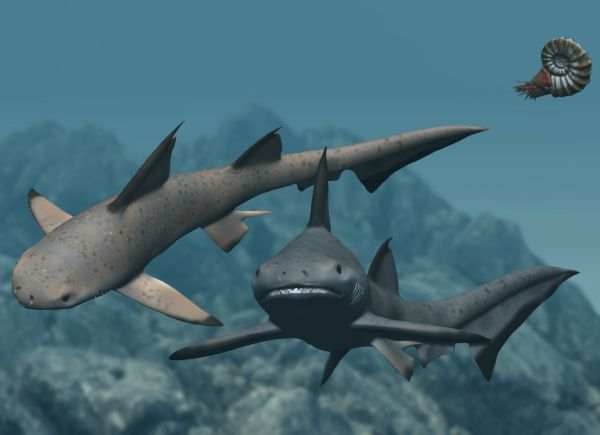
H. fraasi 復原圖

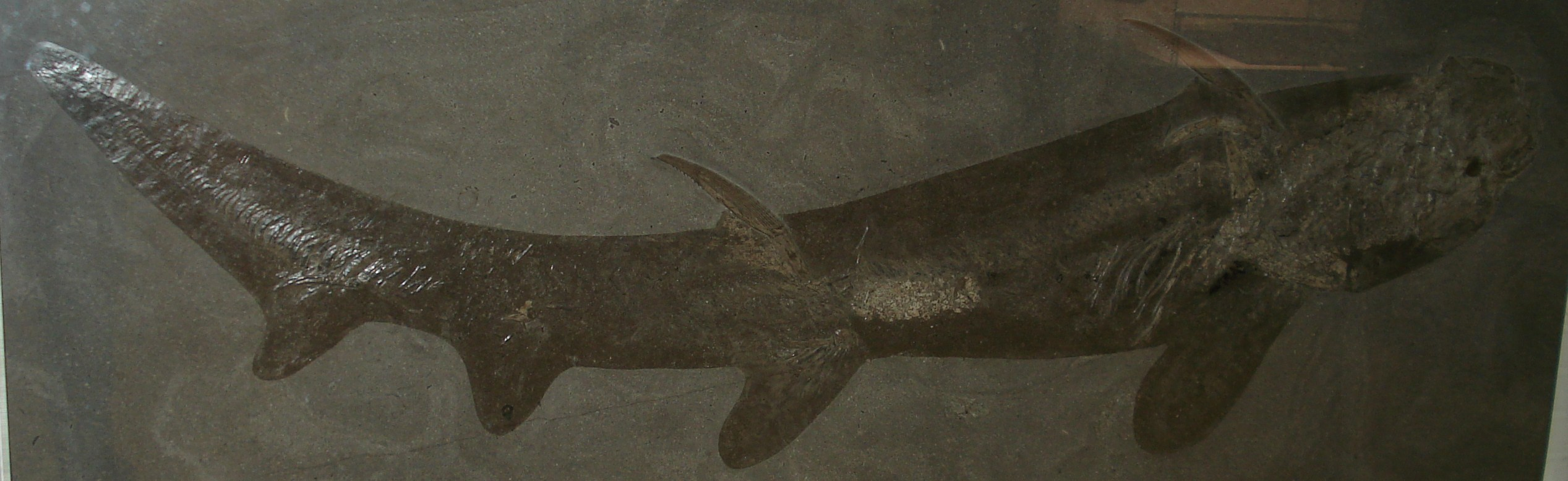
Hybodus hauffianus

弓鲛可以長達 2（6.6英尺），是一种机会主义的掠食者。牠們体型不大，但保持了鯊魚流線的體型，有兩條背鰭來精確控制身體。牠們擁有兩種不同的牙齒，食性較廣：尖銳的牙齒用來捕捉光滑的獵物，扁平的牙齒則用來咬碎有殼的生物。另外，牠們的背鰭具有骨質尖刺，相信是有防禦功能。雄鲨有鰭足，可以將精子插入雌鲨中來幫助繁殖，現今鯊魚也保有這個特徵。
地質年代最年輕的弓鲛化石發現於恐龍公園組地層，約於 68.6 至 66 百萬年前。
弓鲛最早的一顆牙齒化石是於1845年在英格蘭發現。自此在世界各地也不斷發現其牙齒及脊骨。

## 物種
部分弓鲛屬的物種，包括 H. butleri、H. rajkovichi 與 H. montanensis，現以分類至 Meristodonoides 之下。
- 后甸弓鲛 Hybodus houtienensis
- 鈍頭弓鲛 Hybodus obtusus
- 法氏弓鲛Hybodus fraasi
- 巴氏弓鲛Hybodus basani

## 大眾文化
弓鲛在《與恐龍共舞》第三集中出現，受到新生大眼魚龍的血液所吸引。另外，牠們也在《海底霸王》中與中喙鳄獵食利茲魚。